# Pipit de Hellmayr
Anthus hellmayri
Espèce
Statut de conservation UICN

 LC  : Préoccupation mineure
Le Pipit de Hellmayr est une espèce de passereaux appartenant à la famille des Motacillidae.

## Habitat et répartition
L'espèce est présente en Amérique du Sud (Argentine, Bolivie, Brésil, Chili, Paraguay, Pérou et Uruguay). Son nom commémore le zoologiste allemand Carl Edward Hellmayr (1878-1944).

## Sous-espèces
D'après Alan P. Peterson, il existe les trois sous-espèces suivantes :
- Anthus hellmayri brasilianus  Hellmayr, 1921
- Anthus hellmayri dabbenei  Hellmayr, 1921
- Anthus hellmayri hellmayri  Hartert, 1909